# Diane Labrosse
Diane Labrosse (née en 1950) est compositrice, improvisatrice et musicienne québécoise pratiquant principalement l'échantillonneur mais aussi l'accordéon et la voix. 

## Biographie
Son parcours musical a commencé au piano, à la voix et à l'accordéon à un jeune âge, elle est ensuite passée au synthétiseur et par la suite à l'échantillonneur. Elle utilise principalement un échantillonneur Roland avec des rayons infrarouges. 
Elle est un membre fondatrice de Wondeur Brass, Justine et Les Poules, avec Danielle Palardy Roger et Joane Hétu. En 1979 elle co-fonde les Productions SuperMusique dont elle est co-directrice artistique jusqu'en 2008.
Elle a composé la musique de Enfin vous Zestes et Les Larmes D’Anna K. de la chorégraphe Louise Bédard co-signé celle de Ce qu’il en reste. Elle a travaillé auprès des metteurs en scène Robert Lepage, en co-signant la musique avec  Michel F. Côté pour les pièces La Géométrie des miracles et Zulu Time et Gervais Gaudreault, en composant la musique pour les pièces Nuit d’orage et Je suis d’un would be pays.
En 2006 elle a composé une symphonie portuaire intitulée 20 000 sons sous les mers ainsi qu'une pièce pour un ensemble de 9 pianos-jouets présentée au Vancouver International Jazz Festival.

## Sélection d'œuvres
- 2000 :  Because Once, Array Music[5],[8]
- 2001 :  Parasites, une œuvre en 15 mouvements pour échantillonneur et tourne-disque co-composée avec Martin Tétreault[9]
- 2003 :  Animal Tales 12 short musical stories, commande d'Array Music[5],[8]
- 2006 :  20 000 sons sous les mers, symphonie portuaire[7]
- 2022 :  Détendre le muscle, création par l'ensemble SuperMusique et la Choral JOKER[10]

- 2022 :  Détendre le mental, création par l'ensemble SuperMusique et la Choral JOKER[10]

## Discographie
Sa discographie contient plus de 50 parutions,,.
- 1992 : Les Fleurs de Léo (1992)[12]
- 1994 : Duo Déconstructiviste[12]
- 1995 : Face Cachée des Choses[12]
- 2001 : Parasites[12]